# Ramón Farías
Ramón Alberto Farías Ponce (Santiago, 23 de agosto de 1955) es un actor, cantante, fotógrafo y político chileno, miembro fundador del Partido por la Democracia (PPD). Fue alcalde de la comuna de San Joaquín por tres períodos consecutivos (1992-1996; 1996-2000; 2000-2004). Luego, se desempeñó como diputado de la República en representación del antiguo distrito n° 30 (correspondiente a las comunas de Buin, Calera de Tango, Paine y San Bernardo), de la Región Metropolitana durante dos periodos consecutivos, desde 2006 hasta 2014. Desde 2014 hasta 2018 ocupó el mismo cargo pero en representación del entonces distrito n° 25 (La Granja, Macul y San Joaquín).
Desde 1974 es conocido como actor, principalmente en televisión y teatro chileno. En la década de 1980 participó en el programa de entretenimiento Sábado Gigante, en la sección humorística de «La familia Eguiguren» con su personaje «Filete Morandé» y en otras secciones del programa. Asimismo, ha aparecido en otras emisiones televisivas como Martes 13, Viva el Lunes, Especialmente y Vértigo, entre otros.

## Familia y estudios
Nació el 23 de agosto de 1955 en Santiago, hijo de Ramón Jorge Farías Palma y María Inés Ponce Morales.
Realizó sus estudios primarios y secundarios en el Colegio Alemán Santo Tomás Moro, en Santiago y los universitarios, en la Escuela de Teatro de la Universidad de Chile, donde obtuvo el título de actor.
Estuvo casado con Patricia de Lourdes Castillo Pérez y con Ximena Vidal Lázaro. Es padre de dos hijos, Rosario y Diego. Actualmente está casado con Angelina Jelvez Wilke.

## Carrera artística

### Actor
Tras terminar sus estudios universitarios, inició su carrera actoral en teatro y televisión. En teatro, ha dirigido y actuado en las obras: La boda (1974); Orfeo (1975); Don Juan Tenorio (1976); Juego de niños y Fausto shock (1977); El violinista en el tejado (1978-1979); Juegos de niños (1978); El hombre de la Mancha, El gran Baile y Matapasión (1979); Hotel Paradise y El ideal de un calavera (1980); El gato encerrado (1985–1983); Crimen perfecto y Taxi (1990); Nueve sábanas y media y Sexo, misterios y tostadas (1991); Cosa de dos (1992); y La muerte y la doncella (2000).; Ramon Farias Cesante (2019); Hija Unica (2019); Mi Mujer es el Gasfiter (2020 - 2023); Bajo Terapia (2022 - 2023)
En televisión, ha integrado producciones en Chilevisión, Televisión Nacional de Chile y Canal 13: El hombre de la mancha (1979); La familia Eguiguren, sección del programa Sábado gigante; El mundo de Susana Cecilia (1980); Ciclo de cuentos infantiles (1980); Alguien por quien vivir (1981); La madrastra (1981); Celos (1982); Anakena (1982); Las Herederas (1983); Andrea, justicia de mujer (1984); La trampa (1985); Secreto de familia (1986); El valle Alegría (1981); Mi nombre es Lara (1987); Las dos caras del amor (1988); Bellas y audaces (1988); Acércate más (1992); Laberinto (1999); Autopsia (2002); Mea culpa (2002); El día menos pensado (2005 y 2007); Teatro en Chilevisión (2007 y 2008); Amango (2008); y El cuento del tío (2008).
También ha trabajado en televisión internacional con la productora de cine alemana Bavaria, donde grabó cuatro capítulos de la serie Auf Achse («Sobre Ejes») en 1984, y un capítulo de la serie alemana Jolly Joker (1985). En 1990, grabó el video «Taxi» para Video Master Collection.
Como docente, entre 1975 y 1993, impartió clases de actuación en colegios e institutos, como el Santo Tomas Moro, Instituto Santa María, Colegio Mariano, Colegio Alemán de Santiago e IACC. Dictó cursos de expresión oral en Inacap y en el Instituto Eladi, entre 2005 y 2006, e impartió clases de expresión oral en la Universidad de Artes, Ciencias y Comunicación (UNIACC). Además, dirigió el grupo de teatro del Banco del Estado de Chile.

### Cantante
Paralelamente, se dedicó a la música y fue compositor de la música para la obra infantil Un circo diferente (1976), escrita y dirigida por Andrés Pérez.
En 1984, grabó para EMI los discos Talento juvenil y Ramón Farías en cuerpo y alma. Para LAX Producciones, grabó «Los Años Dorados» y en Canal 13 hizo el lanzamiento del videoclip «Cuerpo y alma». En 1988, fue invitado a cantar al programa Sábados Espectaculares del canal Teleamazonas de Ecuador. Paralelamente, entre 1984 y 1991, realizó giras por Chile cantando en festivales y conciertos y realizó presentaciones en radio y televisión.

## Carrera política

### Inicios
Su incursión en política comenzó como estudiante de teatro, época en que fue dirigente en la Universidad de Chile. En 1984, se incorporó a la organización de derechos humanos Amnistía Internacional (AI), lazo que mantiene hasta la actualidad. Como su director en Chile, fue uno de los organizadores del concierto «Un abrazo a la esperanza», realizado en el Estadio Nacional en 1990, donde participaron conocidos artistas internacionales.
En 1987, participó en la fundación del Partido por la Democracia (PPD), colaborando con el proceso de retorno de la democracia en importantes eventos. Condujo el acto final de la campaña por el "No" en el Parque O'Higgins (1988), al igual que en el acto de celebración de la elección como presidente de la República del demócrata cristiano Patricio Aylwin (1990). En las elecciones parlamentarias de 1989, formó parte de la campaña a diputada de Laura Rodríguez en las comunas de La Reina y Peñalolén, y fue el presentador oficial en las giras de la campaña senatorial de Ricardo Lagos.
En 1992, fue elegido para formar parte de la directiva nacional de su partido, cargo que mantuvo hasta 1996.

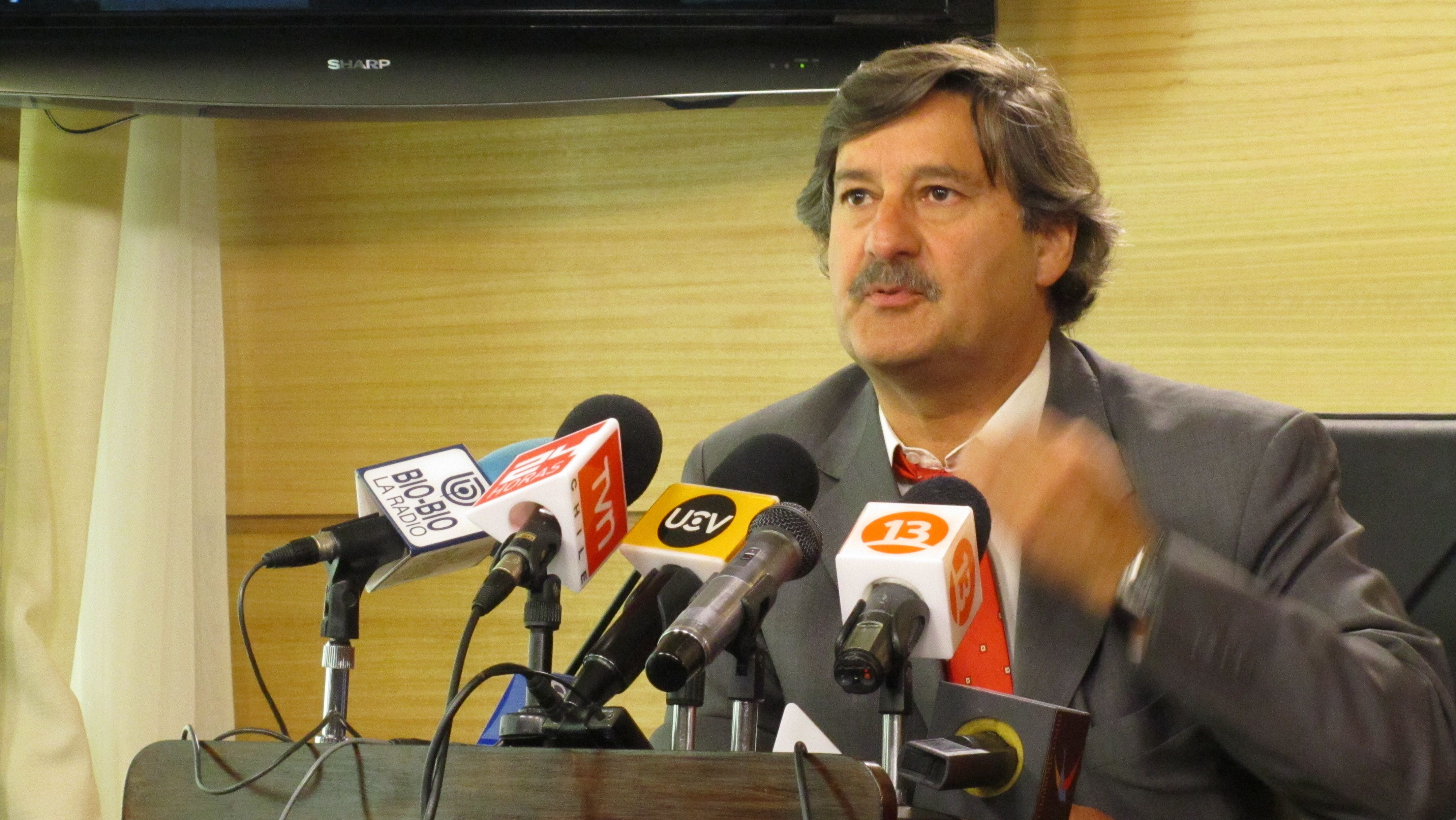
Actor Ex Parlamentario

### Alcalde
En las elecciones municipales de 1992 fue elegido como alcalde de la comuna de San Joaquín, en Santiago, por cuatro años. Durante su gestión, presidió la comisión de Medio Ambiente del Consejo Coordinador de Alcaldes de la Región Metropolitana. En 1993, participó en el Encuentro Iberoamericano de Alcaldes en La Habana, Cuba y recibió la medalla de Huésped Ilustre de la Ciudad de La Habana. Además, la comuna de San Joaquín se hermanó con la comuna cubana de Playa. Al año siguiente, fue invitado por la Agencia de Información de los Estados Unidos (USIA) a profundizar en el tema descentralización y federalismo en los Estados Unidos. En 1994, participó como expositor en el Foro sobre Medio Ambiente organizado por la CEPAL en Chile. Al año siguiente, fue elegido director de la Empresa Metropolitana de Residuos Sólidos (EMRES) que integra 21 municipios de la Región Metropolitana y que se preocupa de la disposición final de residuos domiciliarios de dichas comunas. Por lo anterior, fue panelista en la Ecoferia Reciclaje de Basuras a Nivel Local. También, participó en el Seminario de Información Comunal organizado por la Asociación de Municipalidades. Asimismo, fue panelista en el programa de televisión de la cadena Worldnett que fue transmitido en directo a Estados Unidos, Perú y Guatemala, y que contó con la participación de Lee Brown, comisionado por el gobierno del presidente de Estados Unidos Bill Clinton para el tema del combate contra las drogas. En 1995 y hasta 1997, presidió la comisión de Cultura de la Asociación Chilena de Municipalidades (AChM).
En las elecciones municipales de 1996 obtuvo su reelección como alcalde de San Joaquín por un periodo de cuatro años. Entre 1997 y el 2000, fue nominado como representante del PPD ante la Internacional Socialista por el tema de los Gobiernos Locales. Debido a lo anterior, en 1997 viajó a Brasil para participar en la reunión de preparación del encuentro mundial de autoridades locales de la Internacional Socialista (IS) efectuado un año después. En 1997, presidió la Comisión Nacional de Cultura e integró Comisión Política del PPD. Ese mismo año, su comuna se hermanó con el distrito de Ate en Perú y recibió las llaves de la ciudad. Asistió a la Cumbre Iberoamericana de Municipios sobre Seguridad Ciudadana en Ciudad de México. Asimismo, como representante de la EMRES, visitó plantas de tratamiento en Francia, Suecia, España, Alemania y Holanda, con el fin de aplicar esa tecnología en Chile. Junto con ser expositor invitado en el Seminario Experiencias Exitosas de Rellenos Sanitarios en Latinoamérica y El Caribe, realizado en Honduras. Su tema, Rellenos Sanitarios en Chile, fue seleccionado como una de las cinco experiencias a aplicar en América Latina y El Caribe. Paralelamente, entre 1997 y 2000, presidió la Comisión Internacional de la AChM.
En las elecciones municipales de 2000 obtuvo su tercera reelección como alcalde de la comuna de San Joaquín. En 2001 fue elegido subsecretario de Relaciones Internacionales de la AChM. Debido a lo anterior, integró la mesa de la asociación hasta el 2003. También, se desempeñó como vicepresidente del PPD. Entre 2003 y 2005, fue elegido vicepresidente de Desarrollo Institucional de la AChM. Además, fue presidente nacional de la bancada de alcaldes y concejales del PPD. Cesó en el cargo el 6 de diciembre de 2004.

### Diputado
En las elecciones parlamentarias de diciembre de 2005, fue elegido como diputado por el PPD, para el periodo legislativo 2006-2010, en representación del distrito n.º 30 (correspondiente a San Bernardo, Buin, Paine y Calera de Tango). Durante su gestión, integró las comisiones permanentes de Derechos Humanos, Nacionalidad y Ciudadanía; Ciencia y Tecnología; Gobierno Interior, Regionalización, Planificación y Desarrollo Social; y Cultura y de las Artes. Además, presidió la Comisión Permanente de Agricultura, Silvicultura y Desarrollo Rural y participó en las comisiones investigadoras del Plan Transantiago; y del Patio 29. Finalmente, participó en la Comisión Especial de Cultura y de las Artes. También formó parte de los grupos interparlamentarios chileno-alemán, chileno-búlgaro, chileno-sueco y chileno-turco. Paralelamente, a nivel partidista, a mediados del año 2006 y el 2007, asumió una de las vicepresidencias nacionales del PPD.
En las elecciones parlamentarias de diciembre de 2009, fue reelecto como diputado por el mismo distrito, para el periodo legislativo 2010-2014. Integró las Comisiones Permanentes de Gobierno Interior; Cultura y de las Artes; y Ciencia y Tecnología. Presidió además, el grupo interparlamentario chileno-israelí.
En las elecciones parlamentarias de noviembre de 2013, fue reelecto como diputado, pero ahora por el distrito n.º 25, que comprendía las comunas de La Granja, Macul y San Joaquín, por el periodo 2014-2018. Fue integrante de las Comisiones Permanentes de Cultura y de las Artes; de Gobierno Interior y Regionalización (la que presidió entre el 12 de marzo de 2014 y marzo de 2015); de Ciencias y Tecnología; y de Familia y Adulto Mayor. Fue elegido presidente de esta última en 2015.
En las elecciones parlamentarias de 2017 se presentó como candidato por el nuevo distrito N.º 10, que comprende las comunas santiaguinas de La Granja, Macul, Ñuñoa, Providencia, Santiago y San Joaquín (por el periodo 2018-2022), donde no logró ser elegido.

## Controversias

### Relación con Israel
A lo largo de su trayectoria política ha presentado una estrecha relación con el Estado de Israel y ha llamado como antisemitas a las críticas a Israel. Durante su segundo período en el Congreso, presidió el grupo interparlamentario chileno-israelí, auspiciando una serie de eventos de Israel en Chile y ha sido la voz respecto a los hechos concernientes a la colonia judía en Chile, como los atentados de Toulouse
Se ha opuesto al reconocimiento unilateral de Palestina como estado.
Tuvo un viaje a Israel que presentó mucha controversia. El parlamentario de origen palestino Fuad Chahín aseveró que la comunidad judía pagó por el viaje a nueve de sus colegas dentro de los cuales se encontraba Farías.

## Filmografía

### Teleseries
| Teleseries | Teleseries              | Teleseries           | Teleseries |
| Año        | Teleserie               | Rol                  | Canal      |
| ---------- | ----------------------- | -------------------- | ---------- |
| 1981       | La Madrastra            | Héctor San Lucas     | Canal 13   |
| 1982       | Alguien por quien vivir | Hugo                 | Canal 13   |
| 1982       | Celos                   | Juan Manuel Carrasco | Canal 13   |
| 1982       | Anakena                 | Damián Balcarce      | Canal 13   |
| 1983       | Las Herederas           | Rafael Lara          | Canal 13   |
| 1983       | Bianca Vidal            | Sebastián Echeñique  | Televisa   |
| 1984       | Andrea                  | Miguel               | Canal 13   |
| 1985       | La Trampa               | Camilo               | Canal 13   |
| 1986       | Secreto de Familia      | Iván Kadic           | Canal 13   |
| 1987       | Mi Nombre es Lara       | Renato Vallejos      | TVN        |
| 1988       | Las dos caras del amor  | Diego                | TVN        |
| 1988       | Bellas y Audaces        | Gonzalo Cerna        | TVN        |
| 1990       | Acércate Más            | Bruno                | Canal 13   |
| 2013       | Las Vegas               | Hernán Aguirre       | Canal 13   |
| 2019       | Verdades ocultas        | Juez                 | Mega       |

### Otras apariciones en televisión
- El día menos pensado (TVN, 2005) - Pedro (Temporada 5, capítulo 12).
  - 2007 - Enrique (Temporada 7, capítulo 12).
- No eres tú, soy yo (Zona Latina, 2014) - Invitado.
- Familia Moderna (Mega, 2015) - Personaje Obrero (Capítulo 5).

## Historial electoral

### Elecciones municipales de 1992
- Elecciones municipales de 1992, para la alcaldía de San Joaquín [19]

(Se consideran solo los candidatos sobre el 4% de los votos, de un total de 33 candidatos)

### Elecciones municipales de 1996
- Elecciones municipales de 1996, para la alcaldía de San Joaquín [20]

(Se consideran solo los candidatos sobre el 4% de los votos, de un total de 30 candidatos)

### Elecciones municipales de 2000
- Elecciones municipales de 2000, para la alcaldía de San Joaquín [21]

(Se consideran solo los candidatos sobre el 4% de los votos, de un total de 19 candidatos)

### Elecciones parlamentarias de 2005
- Elecciones parlamentarias de 2005, candidato a diputado por el distrito 30 (Buin, Calera de Tango, Paine y San Bernardo)[22]

### Elecciones parlamentarias de 2009
- Elecciones parlamentarias de 2009, candidato a diputado por el distrito 30 (Buin, Calera de Tango, Paine y San Bernardo)[23]

### Elecciones parlamentarias de 2013
- Elecciones parlamentarias de 2013, candidato a diputado por el distrito 25 (La Granja, Macul y San Joaquín), Región Metropolitana[24]

### Elecciones parlamentarias de 2017
- Elecciones parlamentarias de 2017, candidato a diputado por el distrito 10 (La Granja, Macul, Ñuñoa, Providencia, San Joaquín y Santiago)[25]